# Тажервін
Тажервін (араб. تاجروين) — місто в Тунісі. Входить до складу вілаєту Ель-Кеф. Станом на 2004 рік тут проживало 18 185 осіб.

## Відомі люди
- Хассанін Себеї — туніський атлет.